# Brueelia biocellata
Brueelia biocellata är en insektsart som först beskrevs av Piaget 1880.  Brueelia biocellata ingår i släktet draklöss, och familjen fjäderlöss. Arten är reproducerande i Sverige.